# (5607) 1993 EN
(5607) 1993 EN es un asteroide perteneciente al cinturón de asteroides descubierto el 12 de marzo de 1993 por Seiji Ueda y el astrónomo Hiroshi Kaneda desde el Kushiro Marsh Observatory, Hokkaido, Japón.

## Designación y nombre
Designado provisionalmente como 1993 EN.

## Características orbitales
1993 EN está situado a una distancia media del Sol de 2,676 ua, pudiendo alejarse hasta 3,023 ua y acercarse hasta 2,329 ua. Su excentricidad es 0,129 y la inclinación orbital 8,139 grados. Emplea 1599,40 días en completar una órbita alrededor del Sol.

## Características físicas
La magnitud absoluta de 1993 EN es 12,7. Tiene 9,11 km de diámetro y su albedo se estima en 0,256. 